# Lộ 25
Lộ 25 là một xã thuộc huyện Thống Nhất, tỉnh Đồng Nai, Việt Nam.

## Địa lý
Xã Lộ 25 có diện tích 19,50 km², dân số năm 1999 là 10.387 người, mật độ dân số đạt 533 người/km².

## Hành chính
Xã Lộ 25 được chia thành 4 ấp: 1, 2, 3, 4.